# Власакова, Гана
Гана Власакова (в замужестве — Марколинёва; чеш. Hana Vlasáková (Marcoliniová); 21 июня 1948, Прага — 21 ноября 2023, Прага) — чехословацкая волейболистка. Участница летних Олимпийских игр 1968 и 1972 годов, серебряный призёр чемпионата Европы 1971 года.

## Биография
Гана Власакова родилась 21 июня 1948 года в чехословацком городе Прага (сейчас в Чехии).
Окончила школу, после чего работала в электротехнической отрасли.

### Клубная карьера
Начала заниматься волейболом в «Оретенове» в пражском районе Голешовице. В юности играла за пражское «Динамо-Страшнице», с которым трижды выигрывала первенство Чехословакии.
В 1967—1970 и 1971—1978 годах выступала за пражский «Татран-Стржешовице», в 1970—1971 годах — за «Технику» из Брно. В составе «Татрана-Стржешовице» четыре раза выиграла чемпионат Чехословакии (1969—1970, 1972—1973), завоевала серебро (1968) и две бронзы (1974—1975). В сезоне-1970/71 стала серебряным призёром Кубка европейских чемпионов. В составе «Техники» выиграла бронзу чемпионата Чехословакии (1978).
В 1978 году перебралась в Италию, где вышла замуж. В 1978—1982 годах была играющим тренером «Мачераты».
В 1984—1989 годах работала тренером юношеской и мужской командах выступавшего в Серии D «Инфисси Пластика» из Треи.

### Международная карьера
В 1968 году вошла в состав женской сборной Чехословакии по волейболу на летних Олимпийских играх в Мехико, занявшей 6-е место. Провела 7 матчей, набрала 16,5 очка (4,5 в матче со сборной Перу, 4 — с Южной Кореей, 3,5 — с США, 2,5 — с СССР, по 1 — с Мексикой и Польшей).
В 1970 году участвовала в чемпионате мира в Болгарии, где сборная Чехословакии заняла 5-е место.
В 1971 году завоевала серебряную медаль чемпионата Европы в Италии.
В 1972 году вошла в состав женской сборной Чехословакии по волейболу на летних Олимпийских играх в Мюнхене, занявшей 7-е место. Провела 4 матча.
В 1974 году участвовала в чемпионате мира в Мексике, где сборная Чехословакии стала 17-й.
В 1975 году выступала на чемпионате Европы в Югославии, где чехословачки заняли 5-е место.

### После спортивной карьеры
В 1991 году после развода вернулась в Прагу. Занималась предпринимательством в сфере туризма.
Умерла 21 ноября 2023 года в Праге.

## Память
В составе женской сборной Чехословакии, завоевавшей серебро чемпионата Европы 1971 года, включена в Зал славы чешского волейбола.

## Семья
Младший брат — Олдржих Власак (род. 1949), чехословацкий борец вольного стиля. Участник летних Олимпийских игр 1972 года.